# Дендрантема
Дендрантема (лат. Dendranthema, от др.-греч. δένδρον, дендрон — «дерево» и др.-греч. ἄνθεμον, антемон — «цветок»; относится к одревесневающей нижней части стебля у некоторых видов) — род многолетних травянистых растений, реже полукустарничков семейства Астровые, или Сложноцветные.
По данным сайта Группы филогении покрытосеменных (APG) род включает 36 видов, произрастающих преимущественно в Центральной и Юго-Восточной Азии — Китае, Японии, Корее и Монголии и 2 вида, встречающихся в Европе. Несколько таксонов распространены в арктических областях всех континентов.
В течение длительного времени большинство видов дендрантем, как и других близкородственных растений семейства сложноцветных, относили к роду хризантем (Chrysantemum), где числилось более 200 таксонов. Лишь в середине XX века российским ботаником, специалистом в области систематики сосудистых растений Н. Н. Цвелёвым, была проведена ревизия рода дендрантема, куда переместилось большое количество видов хризантем, в том числе и типовой — хризантема индийская (С. indica), которая сейчас возвращена обратно. Предложенные Цвелёвым изменения были приняты ботаническим сообществом и работа в этом направлении продолжена. Интересно, что в публикациях К. Бремера 1993-94гг. предлагалось оставить в роду хризантем всего лишь два вида — х. корончатую (C. coronarium) и х. полевую (C. segetum), хотя в настоящий момент по данным сайта APG их числится не менее 42.

## Описание
Многолетние травянистые растения или полукустарнички.
Побеги прямостоячие, реже восходящие, с простыми или разветвленными стеблями. Опушённые, иногда голые.
Листья очередные, с рассечённой или лопастной, редко цельнокрайной пластинкой. Окраска сверху зеленая, снизу зеленая, беловато- или серовато-войлочная.
Цветочные корзинки одиночные на верхушке стебля и его облиственных ветвей, либо более многочисленные (до 20) и собранные в щитковидное соцветие. Краевые язычковые пестичные цветки в количестве 10-30 штук расположены в один ряд, у культивируемых видов часто более 30 и многорядные. Окраска белая, розовая разных оттенков или желтая. Диск с многочисленными обоеполыми трубчатыми цветками желтого цвета.
Плод — семянка.

## Использование в декоративном садоводстве
Дендрантема крупноцветковая, наряду с хризантемой индийской, является одним из основных предков декоративных гибридных хризантем, выращиваемых в культуре с XVII века. В 1630 году в Китае было известно более 500 культиваров, в настоящее время их количество значительно превышает 5 000.

## Применение
Культурные разновидности дендрантемы повсеместно используются в качестве декоративных растений. Цветочные корзинки и листья некоторых видов широко применяются на территории Индокитая и в Китае как медицинское средство при повышении температуры, головных болях, инфекционных и других заболеваниях. В Индии, Вьетнаме, Китае, Тайване и Японии как лекарственное растение выращивается в промышленных масштабах. Настойка цветков на вине (т. н. «хризантемовое вино») считается диджестивом и биологически активной добавкой для лечения проблем нервной и кровеносной систем. В Японии цветки считаются деликатесом и используются в пищу. В Китае и Японии цветочные корзинки дендрантемы крупноцветковой, особенно с желтыми краевыми лепестками, применяются при изготовлении инсектицидов.

## Виды
- Dendranthema aphrodite (Kitam.) Kitam. — Дендрантема Афродиты
- Dendranthema argyrophyllum Y.Ling & C.Shih — Дендрантема серебристолистная
- Dendranthema arisanense (Hayata) Y.Ling & C.Shih — Дендрантема аризанская
- Dendranthema boreale (Makino) Ling ex Kitam. — Дендрантема полярная
- Dendranthema chanetii (H.Lév.) C.Shih — Дендрантема Шане
- Dendranthema crassum (Kitam.) Kitam. — Дендрантема мясистая
- Dendranthema × cuneifolium (Kitam.) H.Koyama — Дендрантема клинолистная
- Dendranthema erubescens (Stapf) Tzvelev — Дендрантема краснеющая
- Dendranthema foliaceum "G.F.Peng, C.Shih & S.Q.Zhang" — Дендрантема листоватая
- Dendranthema glabriusculum (W.W.Sm.) C.Shih — Дендрантема гладковатая
- Dendranthema grandiflorum (Ramat.) Kitam. — Дендрантема крупноцветковая
- Dendranthema horaimontana (Masam.) S.S.Ying — Дендрантема хорайская
- Dendranthema hypargyrum (Diels) Y.Ling & C.Shih
- Dendranthema japonicum (Makino) Kitam. — Дендрантема японская
- Dendranthema kurilense Tzvelev — Дендрантема курильская
- Dendranthema lavandulifolium (fischer ex Trautv.) Kitam. — Дендрантема лавандолистная
- Dendranthema × leucanthum (Makino) H.Koyama — Дендрантема белоцветковая
- Dendranthema maximowiczii Tzvelev — Дендрантема Максимовича
- Dendranthema mongolicum (Ling) Tzvelev — Дендрантема монгольская
- Dendranthema morifolium (Ramat.) Tzvelev — Дендрантема шелковицелистная
- Dendranthema morii (Hayata) Kitam. — Дендрантема Мора
- Dendranthema myrianthum (Franch.) Kitam. — Дендрантема тысячецветковая
- Dendranthema naktongense (Nakai) Tzvelev — Дендрантема нактонгенская
- Dendranthema occidentali-japonense (Nakia) Kitam. — Дендрантема западно-японская
- Dendranthema ogawae (Kitam.) H.Koyama — Дендрантема огавская
- Dendranthema okiense (Kitam.) Kitam. — Дендрантема окиенская
- Dendranthema oreastrum (Hance) Ling — Дендрантема ореаструмовая
- Dendranthema ornatum (Hemsl.) Kitam. — Дендрантема украшенная
- Dendranthema pacificum (Nakai) Kitam. — Дендрантема тихоокеанская
- Dendranthema potentilloides (Hand.-Mazz.) C.Shih — Дендрантема лапчатковидная
- Dendranthema rupestre (Matsum. & Koidz.) Kitam. — Дендрантема скальная
- Dendranthema seticuspe (Maxim.) Kitam. — Дендрантема щетинистая
- Dendranthema shiwogiku (Kitam.) Kitam. — Дендрантема шиогику
- Dendranthema sinchangense (Ueki) Kitam. — Дендрантема синчангская
- Dendranthema xeromorphum A.P.Khokhr. — Дендрантема ксероморфная
- Dendranthema yoshinaganthum (Makino ex Kitam.) Kitam. — Дендрантема йошинагантская